# Proterius von Alexandria
Proterius von Alexandria († 457) war von 451 bis 457 Patriarch von Alexandria in der Nachfolge des 451 durch das Konzil von Chalkedon abgesetzten Dioskoros von Alexandria. 
Die Einsetzung des Proterios führte zu Massenunruhen, militärischen Schutz- und Unterdrückungsmaßnahmen in Alexandria und schließlich zur Ermordung des neuen Bischofs durch Konzilsgegner am Vorabend des Osterfestes 457. Seine Widersacher beschuldigten Proterios der Verfolgung Andersdenkender und machten ihn verantwortlich für die Tötung von mehr als 30.000 christlichen Männern und Frauen in Alexandria. 
Sein Pontifikat steht somit im Zeichen des sich abzeichnenden Schismas zwischen den koptischen und den orthodoxen Patriarchen von Alexandria.